# Bergmyrtjärnen (Jokkmokks socken, Lappland)
Bergmyrtjärnen är en sjö i Jokkmokks kommun i Lappland och ingår i Luleälvens huvudavrinningsområde.